# Cixius dilecta
Cixius dilecta är en insektsart som beskrevs av Walker 1857. Cixius dilecta ingår i släktet Cixius och familjen kilstritar. Inga underarter finns listade i Catalogue of Life.